# NGC 1176
Désignations
NGC 1176 est une étoile située dans la constellation de Persée. 
L'astronome français Guillaume Bigourdan.
Selon les plus récentes mesures effectuées par le satellite Gaia, la distance de cette étoile est entre 714 pc et 724 pc. 